# Hippopsis pallida
Hippopsis pallida là một loài bọ cánh cứng trong họ Cerambycidae.